# Convento del Carmen Calzado (Toledo)
El convento del Carmen Calzado fue un convento de la ciudad española de Toledo, adscrito a la orden del Monte Carmelo y construido en los terrenos próximos a la iglesia de Santa María de Alfizén. Entre 1332 y 1338 se cedió a los monjes del Carmelo el templo mozárabe de Santa María de Alfizén y otros terrenos y edificios próximos, donde se construyó el convento.

## Historia
Este convento, al parecer el más importante de la orden en Castilla,  fue el lugar donde san Juan de la Cruz fue encarcelado desde diciembre de 1577 por ayudar a santa Teresa de Jesús a reformar la orden entre los conventuales masculinos. Se fugó a los ocho meses de encierro, descolgándose por un balcón, al norte del edificio, al huerto que lindaba con el convento de la Concepción, donde se refugió.
En 1595, el IV conde de Fuensalida contribuyó a la reconstrucción de parte de la iglesia y a la construcción de una cripta bajo el altar mayor que sirviera de lugar de enterramiento a él y a su familia. Las obras fueron ejecutadas por el arquitecto Juan Bautista Monegro. 
Entre 1809 y 1812, las tropas francesas de Napoleón, saquearon e incendiaron la iglesia y convento, quedando el edificio destruido totalmente. La ruina del convento trajo la de la capilla de Santa María de Alfizén, que se conservaba dentro del mismo, y en la que estaba enterrado Juanelo Turriano.

## Últimos días
Después del estado ruinoso en el que quedó, entre 1836 y 1849, se enajenó el convento a José Safont, quien demolió lo que de él quedaba para aprovechar los materiales.
El Ayuntamiento adquirió el solar en 1865 y procedió a la plantación de árboles en aquel lugar. Actualmente, el paseo del Carmen, cuya ubicación ocupó el convento, toma su nombre del mismo.